# 히지리사와 료
히지리사와 료(일본어: 聖澤 諒, 1985년 11월 3일 ~ )는 일본의 전 프로 야구 선수이다. 나가노현 고쇼코시(현: 지쿠마시) 출신이며 현역 시절 포지션은 외야수였다.

## 인물

### 프로 입단 전
초등학교 2학년 때부터 야구를 시작했고 초등학교 시절에는 검도부에도 활동하는 등 대회에서 우승한 경력이 있다. 중학교에 입학하고 나서는 야구부에 입단하여 투수를 맡았고 나가노현의 공립 학교인 마쓰시로 고등학교에 진학하면서 1학년 봄부터 벤치에 들어가 3학년 때는 4번·유격수로서 활약했다. 최고 성적은 2학년 여름에 있었던 현 대회의 3차전이었고 고시엔 대회 출전 경험은 없었다.
고교 졸업 후 고쿠가쿠인 대학에 진학하면서 2학년 봄부터는 주전으로 활약했었고 시마 모토히로의 뒤를 이어 주장으로서 팀을 이끌었다. 대학 졸업 후인 2007년 11월 19일의 대학생·사회인 드래프트에서 도호쿠 라쿠텐 골든이글스로부터 4순위 지명을 받아 입단했다. 드래프트 지명이 없었던 경우에는 사회인 야구팀에 입단할 예정이었다.

### 프로 입단 후

#### 2008년
스프링 캠프에서 기대 이상의 활약하는 등 팀내에서는 작년에 드래프트로 입단한 선수 가운데 유일하게도 개막전을 1군에서 뛰게되었다. 3월 20일의 개막전에서는 대수비로 교체 투입돼 1군 경기에서의 첫 출전이 되었다. 2군에서의 올스타전에도 출전해 중견수로서 5타수 3안타 3도루를 기록한 공로로 우수 선수상을 수상했다.

#### 2009년
시즌 개막을 2군에서 뛰게 되었지만 2군에서는 부동의 1번 타자를 맡아 4월 21일에 타격 부진을 겪고 있는 이소베 고이치를 대신해서 1군에 등록되었지만 뚜렷한 결과를 남기지 못하고 다시 2군으로 강등되었다. 이후에는 부상당한 쓰치야 뎃페이를 대신해서 1군에 등록되어 그 날의 경기에서는 프로 데뷔 후 처음으로 맹타상을 기록했다. 뎃페이가 복귀한 이후에는 주로 대주자로서 출전해 올스타전에서도 작년의 5개를 웃도는 12개의 도루(실패 없음)를 기록했다. 결국 대주자와로서의 출전이면서도 팀내 2위인 15개 도루와 8할 8푼 2리의 도루 성공률은 높은 도루 기술을 과시했지만 결정적인 상황에서 실책성 주루 플레이와 수비 플레이를 한 적도 있었다. 같은 해 12월에는 대학 시절의 동창생과 결혼했다.

#### 2010년
1번·중견수로서의 개막전 엔트리에 올랐고 시즌 초반에 높은 타율을 기록했지만 서서히 떨어졌다. 그러나 시즌 중반에 들어서면서 본인으로서는 처음으로 규정 타석을 채우는 등 타율 2할 9푼과 팀내에서 가장 높은 24개의 도루를 기록했다. 외야수로서는 유일하게도 개막 이후부터 시즌 종료까지 단 한 번도 1군 등록이 말소되지 않았다.

#### 2011년
개막 이후부터는 주전 외야수로서 기용되는 등 전반기에는 도루를 양산했다. 한 때는 도루왕을 노릴 수 있는 위치에 있었지만 후반기가 되면서 상대의 경계심이 늘어난 것에 의해서 도루 개수가 감소되었다. 그런데도 작년 시즌을 크게 웃도는 52개의 도루를 기록해 시즌을 앞두고 목표인 50개의 도루를 달성했지만 혼다 유이치가 60개의 도루를 기록하면서 추월했기 때문에 도루왕 타이틀을 차지하지 못했다. 타율도 팀내 1위인 2할 8푼 8리를 남기면서 라쿠텐 구단 창설 이후 처음이 되는 전 경기 출전을 완수했다(전 이닝 출장은 아니다).
또, 7월 17일의 오릭스 버펄로스전에서 9회말에 본인으로서는 처음이 되는 끝내기 안타(1루 내야 안타)를 기시다 마모루로부터 때려냈다. 그러나 2011년 시즌 후반기부터 9번에 고정되었는데 출루율이 타율만큼 높지 않았고 삼진이나 번트 실패, 견제사 등이 같은 타입의 마쓰이 가즈오, 우치무라 겐스케에 비해 많아졌다는 지적이 있었다.

#### 2012년
개막 이후부터 도루를 양산했고 작년에 도루왕 타이틀을 놓고 경쟁해온 혼다가 타격 부진 등에 의해서 도루가 주춤했기 때문에 혼다와의 격차를 크게 벌렸다. 타격도 전반기에 3할을 넘는 높은 타율을 기록하면서 도루 개수를 늘렸고 올스타전에도 첫 출전을 했지만 여름이 되면서 컨디션이 무너지는 등 또다시 마쓰이에게 양보하는 형태가 되었다. 이후 도루 개수도 주춤했지만 작년에 수립했던 구단 기록 및 자신의 기록을 넘는 54개의 도루를 남겼고 도루수 2위인 에스테반 헤르만(41개)과의 격차를 크게 벌리면서 구단, 그리고 자신에게 있어서는 처음으로 도루왕 타이틀을 차지했다. 그러나 타율은 2할 7푼을 남기면서 작년보다 성적이 떨어졌다.

## 플레이 스타일

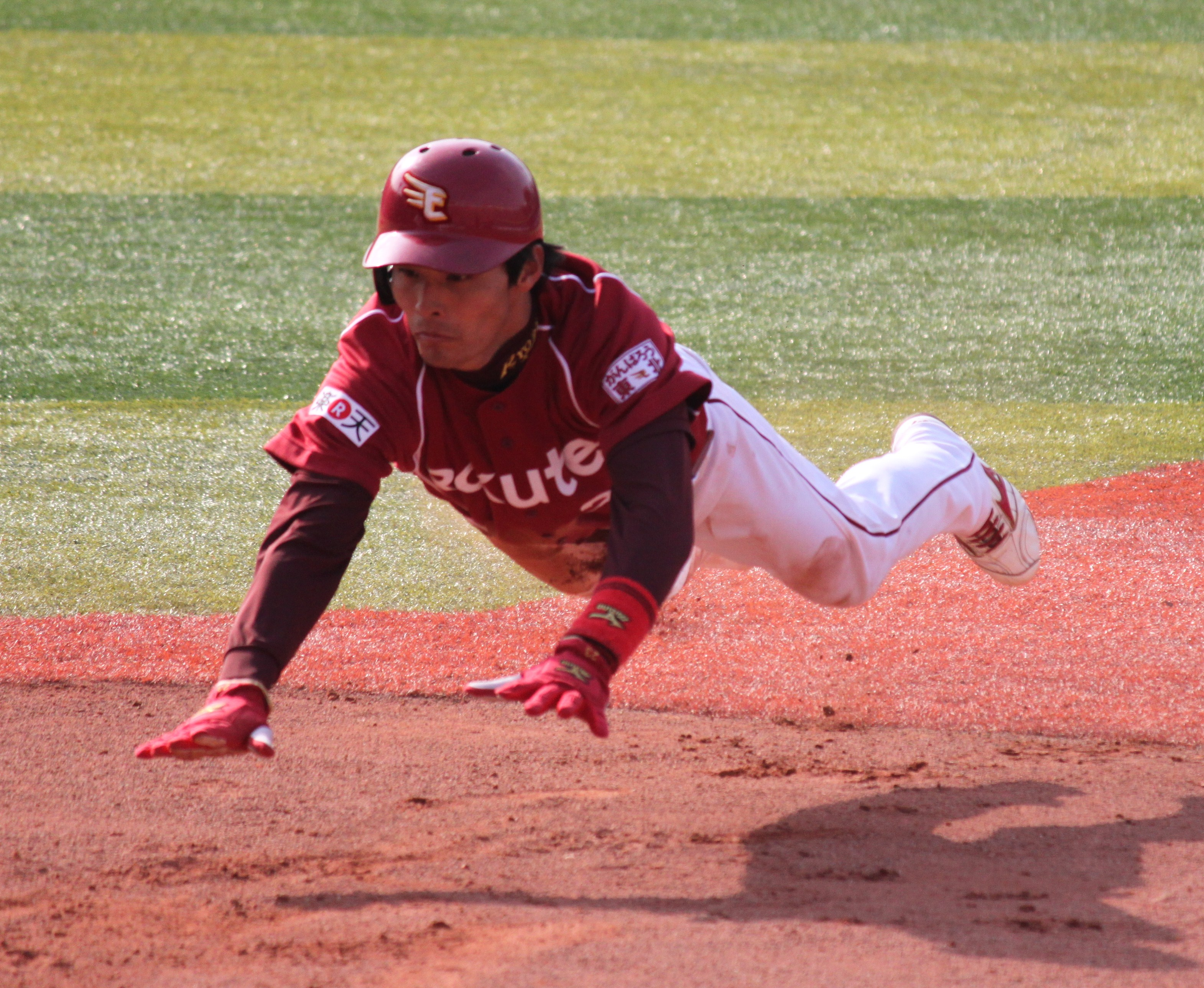
슬라이딩을 시도하는 히지리사와

- 대학 시절에는 4번 타자로 활약했던 경험도 있지만 유연한 배트 컨트롤로 변화구의 대응력이 높은 정확한 배팅을 특기로 하고있다.[1] 컨택트율은 높지만 볼넷은 적었고[2] 출루율에 대한 과제를 남겼다.[3] 좌타자이면서도 우완 투수와 상대할 때의 통산 타율은 2할 5푼 8리인 반면에 좌완 투수와 상대할 때 3할 3푼 5리의 높은 타율을 남기고 있어 좌완 투수에 강한 면모를 갖고 있다.
- 1루로 도달할 때 3.6초대를 기록하는 준족과 부드러운 핸들링을 살린 외야 수비에 대한 평가는 높았고 2010년에는 UZR 11.0을 기록해 야구계 굴지의 넓은 수비 범위를 자랑하고 있다. 1루상에서는 3미터 90cm의 큰 리드를 취하면서 “자기보다 발이 빠른 사람은 많이 있다. 그렇지만 아무래도 달릴 수 없다고 생각하는 투수와 포수는 없다”라고 자부할 정도다.
- 야구를 시작했을 때부터 우투좌타였지만 일상 생활에서는 젓가락은 왼손, 펜은 오른손잡이었는데 완전한 오른손잡이는 아니다.

## 상세 정보

### 출신 학교
- 나가노현 마쓰시로 고등학교
- 고쿠가쿠인 대학

### 선수 경력
- 도호쿠 라쿠텐 골든이글스(2008년 ~ 2018년)

### 수상·타이틀 경력

#### 타이틀
- 도루왕 : 1회(2012년)

#### 수상
- 최우수 JA 전농 Go·Go상 : 1회(2012년)
- JA 전농 Go·Go상 : 2회(최다 도루상 : 2011년 4·5월, 2012년 3·4월)
- 사요나라상 : 1회(2017년 3·4월)
- 퍼시픽 리그 연맹 특별 수상 : 1회(특별상 : 2015년)

### 개인 기록

#### 첫 기록
- 첫 출장 : 2008년 3월 20일, 대 후쿠오카 소프트뱅크 호크스 1차전(후쿠오카 Yahoo! JAPAN 돔), 9회말에 중견수로서 출장
- 첫 타석 : 2008년 3월 22일, 대 후쿠오카 소프트뱅크 호크스 2차전(후쿠오카 Yahoo! JAPAN 돔), 11회초에 크리스 니코스키 앞에서 헛스윙 삼진
- 첫 타점 : 2008년 5월 9일, 대 지바 롯데 마린스 7차전(지바 마린 스타디움), 9회초에 이토 요시히로로부터 좌익수 희생 플라이
- 첫 선발 출장 : 2008년 5월 23일, 대 요코하마 베이스타스 1차전(클리넥스 스타디움 미야기), 9번·중견수로서 선발 출장
- 첫 도루 : 2008년 5월 24일, 대 요코하마 베이스타스 2차전(클리넥스 스타디움 미야기), 3회말에 2루 안착(투수 : 오야마다 야스히로, 포수: 쓰루오카 가즈나리)
- 첫 안타 : 2008년 8월 26일, 대 사이타마 세이부 라이온스 16차전(세이부 돔), 3회초에 맷 키니로부터 3루 내야 안타
- 첫 홈런 : 2010년 6월 22일, 대 사이타마 세이부 라이온스 9차전(클리넥스 스타디움 미야기), 5회말에 기시 다카유키로부터 우월 솔로 홈런

#### 기록 달성 경력
- 통산 1000경기 출장 : 2017년 9월 24일, 대 후쿠오카 소프트뱅크 호크스 23차전(후쿠오카 야후오쿠! 돔), 8회초에 오코에 루이의 대타로 출장 ※역대 488번째

#### 기타
- 올스타전 출장 : 1회(2012년)
- 연속 수비 기회 무실책 : 927차례(2010년 9월 22일, 대 홋카이도 닛폰햄 파이터스 전 ~ 2015년 3월 29일, 대 홋카이도 닛폰햄 파이터스 전) ※외야수 NPB기록(같은 날 시점)

### 등번호
- 23(2008년 ~ 2018년)

### 연도별 타격 성적
| 연 도      | 소 속      | 경 기 | 타 석 | 타 수 | 득 점 | 안 타 | 2 루 타 | 3 루 타 | 홈 런 | 루 타 | 타 점 | 도 루 | 도 루 자 | 희 생 번 | 희 생 플 | 볼 넷 | 고 4 | 사 구 | 삼 진 | 병 살 타 | 타 율 | 출 루 율 | 장 타 율 | O P S |
| ---------- | ---------- | ----- | ----- | ----- | ----- | ----- | ------- | ------- | ----- | ----- | ----- | ----- | -------- | -------- | -------- | ----- | ---- | ----- | ----- | -------- | ----- | -------- | -------- | ----- |
| 2008년     | 라쿠텐     | 34    | 49    | 41    | 7     | 11    | 0       | 0       | 0     | 11    | 3     | 5     | 1        | 1        | 2        | 5     | 0    | 0     | 10    | 1        | .268  | .333     | .268     | .602  |
| 2009년     | 라쿠텐     | 79    | 65    | 59    | 14    | 13    | 1       | 0       | 0     | 14    | 5     | 15    | 2        | 3        | 0        | 2     | 0    | 1     | 18    | 2        | .220  | .258     | .237     | .495  |
| 2010년     | 라쿠텐     | 135   | 577   | 517   | 72    | 150   | 25      | 4       | 6     | 201   | 43    | 24    | 6        | 24       | 1        | 32    | 0    | 3     | 96    | 4        | .290  | .335     | .389     | .723  |
| 2011년     | 라쿠텐     | 144   | 559   | 496   | 57    | 143   | 19      | 1       | 2     | 170   | 42    | 52    | 16       | 21       | 3        | 31    | 0    | 8     | 109   | 5        | .288  | .338     | .343     | .681  |
| 2012년     | 라쿠텐     | 138   | 595   | 523   | 78    | 141   | 14      | 3       | 4     | 173   | 45    | 54    | 11       | 12       | 4        | 49    | 0    | 7     | 104   | 4        | .270  | .338     | .331     | .671  |
| 2013년     | 라쿠텐     | 120   | 491   | 433   | 51    | 123   | 17      | 4       | 2     | 154   | 40    | 21    | 8        | 9        | 0        | 44    | 0    | 5     | 100   | 3        | .284  | .357     | .356     | .713  |
| 2014년     | 라쿠텐     | 66    | 209   | 182   | 20    | 48    | 7       | 2       | 1     | 62    | 17    | 5     | 4        | 2        | 1        | 20    | 0    | 4     | 46    | 2        | .264  | .348     | .341     | .688  |
| 2015년     | 라쿠텐     | 86    | 288   | 258   | 26    | 65    | 12      | 2       | 0     | 81    | 12    | 15    | 5        | 4        | 1        | 23    | 0    | 2     | 68    | 4        | .252  | .317     | .314     | .631  |
| 2016년     | 라쿠텐     | 94    | 229   | 201   | 32    | 59    | 6       | 2       | 3     | 78    | 19    | 3     | 3        | 14       | 1        | 11    | 0    | 2     | 41    | 5        | .294  | .335     | .388     | .723  |
| 2017년     | 라쿠텐     | 111   | 252   | 232   | 29    | 58    | 14      | 2       | 1     | 79    | 21    | 2     | 1        | 2        | 1        | 13    | 0    | 4     | 50    | 2        | .250  | .300     | .341     | .641  |
| 2018년     | 라쿠텐     | 27    | 69    | 62    | 4     | 12    | 1       | 0       | 0     | 13    | 2     | 1     | 0        | 2        | 0        | 4     | 0    | 1     | 18    | 1        | .194  | .254     | .210     | .463  |
| 통산: 11년 | 통산: 11년 | 1034  | 3383  | 3004  | 390   | 823   | 116     | 20      | 19    | 1036  | 249   | 197   | 57       | 94       | 14       | 234   | 0    | 37    | 660   | 33       | .274  | .333     | .345     | .677  |

- 굵은 글씨는 시즌 최고 성적.

### 연도별 수비 성적
| 연도 | 소속   | 외야  | 외야  | 외야  | 외야  | 외야  | 외야     | 외야 |
| 연도 | 소속   | 경 기 | 척 살 | 보 살 | 실 책 | 병 살 | 수 비 율 |      |
| ---- | ------ | ----- | ----- | ----- | ----- | ----- | -------- | ---- |
| 2008 | 라쿠텐 | 27    | 23    | 0     | 1     | 0     | .958     |      |
| 2009 | 라쿠텐 | 67    | 48    | 1     | 1     | 0     | .980     |      |
| 2010 | 라쿠텐 | 132   | 280   | 5     | 2     | 0     | .993     |      |
| 2011 | 라쿠텐 | 143   | 288   | 6     | 0     | 1     | 1.000    |      |
| 2012 | 라쿠텐 | 135   | 262   | 7     | 0     | 3     | 1.000    |      |
| 2013 | 라쿠텐 | 115   | 222   | 3     | 0     | 0     | 1.000    |      |
| 2014 | 라쿠텐 | 63    | 110   | 2     | 0     | 0     | 1.000    |      |
| 2015 | 라쿠텐 | 83    | 149   | 2     | 2     | 1     | .987     |      |
| 2016 | 라쿠텐 | 81    | 100   | 2     | 0     | 0     | 1.000    |      |
| 2017 | 라쿠텐 | 91    | 106   | 2     | 1     | 0     | .991     |      |
| 2018 | 라쿠텐 | 21    | 40    | 0     | 0     | 0     | 1.000    |      |
| 통산 | 통산   | 958   | 1562  | 30    | 7     | 5     | .996     |      |

- 굵은 글씨는 시즌 최고 성적.